# Coneixement científic
El coneixement científic és el conjunt de fets verificables i sustentats en evidència recollits per les teories científiques, així com l'estudi i elaboració de nous coneixements mitjançant el mètode científic. Una teoria científica és un conjunt consistent i deductivament complet de proposicions científiques que descriuen fets relatius al camp de recerca de la teoria. En aquest sentit el coneixement científic seria el contingut proposicional complet de totes les teories científiques empíricament adequades.

## Visions sobre el coneixement científic
Per a la Real Academia Española, conèixer és tenir noció, per l'exercici de les facultats, de la naturalesa, qualitats i relacions de les coses. Coneixement és l'acció i efecte de conèixer; el sentit de cadascuna de les aptituds que té l'individu de percebre, per mitjà dels seus sentits corporals, les impressions dels objectes externs, coneixement és tot allò capaç de ser adquirit per una persona en el subconscient.
El filòsof Karl Popper accepta que la finalitat de la ciència és la veritat, però, en principi, evita l'ús del terme per a la recerca científica i desplaça la qüestió cap a un punt de vista més delimitat: el de la demarcació, on l'èxit de la ciència es mesura per la seva capacitat per desemmascarar les doctrines enganyoses i repudiar les teories inconsistents, i acceptar només provisionalment les teories corroborades.
Segons Imre Lakatos, l'única forma de justificar el coneixement científic és a través de la crítica i la contrastabilitat dels nostres assajos de solució als problemes sorgits en la tensió entre el nostre conèixer i el nostre ignorar: "El mètode de la ciència és, doncs, el de les temptatives de solució, el de l'assaig o idea de solució, sotmès al més estricte control crític, no és sinó una prolongació crítica del mètode de l'assaig i l'error".
La crítica consisteix en intents de refutació: si la crítica té èxit, es descarta l'assaig de solució refutat i se'n busca un altre; si resisteix a la crítica, s'accepta provisionalment quant a digne de seguir sent discutit, i si persisteix a resistir la crítica es pot estimar corroborat, però això no significa que se l'accepti com a veritable, només significa que, de moment, no s'han trobat raons per rebutjar-ho.
L'avanç en el coneixement científic es produeix quan els científics, en abandonar les teories refutades per les recerques, estan obligats a reemplaçar-les per nous assajos de solució i això condueix a descobriments i innovacions. Així, la proposta de Popper "... no és salvar-los la vida als sistemes insostenibles sinó, per contra, triar el que comparativament sigui més apte, sotmetent-los a tots a la més aspra lluita per la supervivència".
Segons el filòsof de la ciència Paul Feyerabend, no és efectiu que la noció de coneixement vàlid es redueixi al coneixement científic. Donant per descomptat que, en la mesura que el nostre etnocentrisme ens fa veure la realitat amb el prisma de la racionalitat occidental, aquesta resulta perfectament coherent amb la idea del progrés ininterromput del coneixement científic; 
Feyerabend també creu que la raó no és l'única forma d'intel·ligibilitat i tampoc l'última: "La ciència és una de les moltes formes de pensament que l'home ha desenvolupat i no necessàriament la millor".

## Categories del coneixement científic
El coneixement científic es pot classificar en dues categories: El coneixement tàcit és el conjunt de coneixements inherents a la persona: tècnics, científics i artesanals. El coneixement explícit és el conjunt de coneixements que permeten i faciliten la seva difusió a tercers mitjançant documents, programes, etc.